# العلاقات الإماراتية الصينية
العلاقات الإماراتية الصينية ، هي العلاقات الدبلوماسية بين الإمارات العربية المتحدة والصين، وتأسست عام 1965.

## التبادل الدبلوماسي
بدات العلاقات الدبلوماسية بين دولة الإمارات والصين في نوفمبر1984، حيث افتتحت الصين سفارتها في العاصمة أبوظبي في أبريل/نيسان 1985. وفي نوفمبر/تشرين الثاني من العام 1988، أنشأت الصين القنصلية العامة في دبي. 
افتتحت دولة الإمارات سفارتها في بكين في 19 مارس/آذار 1987. وأنشأت ثلاث قنصليات عامة في هونغ كونغ في إبريل 2000، وفي شنغهاي في يوليو 2009، وفي غوانجو في يونيو2016. 

## العلاقات الاقتصادية
تم في عام 2010 افتتاح أول قنصلية إماراتية في شانغهاي لتنشيط علاقات التبادل التجاري والاقتصادي والسياحي مع الصين، وانشاء جناح ضخم لدولة الإمارات في معرض اكسبو شانغهاي الدولي 2010.
وعلى صعيد العلاقات التجارية والاقتصادية، تعتبر الإمارات أفضل شريك تجاري للصين في منطقة الشرق الأوسط، وفق تصريحات المسؤولين الصينيين، وأن هنالك إمكانات هائلة كامنة يمكن استغلالها وتطويرها وتوسيع آفاقها لخدمة المصالح المشتركة للدولتين.
ويوجد العديد من المشروعات الاقتصادية والتجارية والتقنية التي يمكن أن تتعاون الدولتان في تنفيذها، بل أن العديد من الشركات الصينية تتطلع إلى الوصول إلى أسواق الإمارات، التي تمتاز بدينامكيتها الدائبة وجذبها لرؤوس الأموال، بحسب الوكالة.
كما توجد لجنة إماراتية- صينية مشتركة تعمل على تطوير العلاقات الثنائية بين الدولتين إلى مستوى أفضل من خلال التنسيق والتفكر والتشاور بين الجانبين، وتعمل الدولتان على تشجيع المؤسسات التجارية ورجال الأعمال في كل من الصين والإمارات للمشاركة في المعارض التجارية التي تقام في الدولتين والدخول في مشروعات استثمارية مشتركة أو أحادية تعود بالمنفعة للجانبين.
وتحكم مسيرة العلاقات الثنائية بين البلدين الصديقين سلسلة من الاتفاقيات الموقعة في العديد من مجالات التعاون المشترك، ابرزها اتفاقية التعاون الاقتصادي والفني بين الدولتين عام 1985، اتفاقية إنشاء اللجنة الاقتصادية المشتركة، واتفاقية حماية وتشجيع الاستثمارات المشتركة، واتفاقية تجنب الازدواج الضريبي، واتفاقية التعاون في مجال الخدمات الطبية عام 1992، وبروتوكول استيراد النفط من الإمارات، واتفاقية تجارية بين إمارة الشارقة ووزارة التجارة الخارجية والتعاون الاقتصادي الصيني في سبتمبر 1999، واتفاقية التعاون الثقافي والإعلامي بين الصين والإمارات في مايو 2001، واتفاقية تبادل المجرمين بين الدولتين في عام 2002.
وفي السياق ذاته، نقلت وكالة انباء الإمارات عن محمد راشد البوت سفير الإمارات في الصين قوله، ان مشاركة دولة الإمارات العربية المتحدة بجناح وطني في معرض اكسبو شانغهاي 2010 الدولي خطوة هامة على طريق تعزيز العلاقات الثقافية والتجارية والسياحية.
وتابع ان قيام المجلس الوطني للاعلام باقامة جناح وطني لدولة الإمارات في اكسبو 2010 يمثل نقلة نوعية في علاقات البلدين الصديقين وخطوة هامة للتعريف بمنجزات الدولة في كافة المجالات.
واضاف البوت ان العام الماضي 2008 شهد نموا كبيرا في العلاقات التجارية اذ ارتفع حجم التبادل التجاري الي 25 مليار دولار أمريكي بعد ان بلغ في عام 2007 حوالي 20.4 مليار دولار (74.9 مليار درهم)، مسجلاً بذلك زيادة هائلة وصلت إلى 41.2 في المئة مقارنة مع العام الذي سبقه.
وتوقع ان يقفز حجم التبادل التجاري بين البلدين نهاية العام 2009 إلى 30 مليار دولار أمريكي بفضل تدفق حركة الصادرات والواردات وتجارة إعادة التصدير بين البلدين.
واوضح السفير الاماراتى لدى بكين ان دولة الإمارات تعتبر في الوقت الحالي ثاني أكبر شريك تجاري للصين بين دول مجلس التعاون الخليجي، وأكبر سوق للصادرات الصينية في هذه المنطقة.
وحول الاستثمارات الصينية في دولة الإمارات، قال البوت ان هناك أكثر من 3000 شركة صينية تعمل في قطاعات مختلفة في الدولة، خاصة في العقارات والانشاءات والتجارة والخدمات والسياحة، ويعيش في الإمارات ما يقرب من 200 ألف مواطن صيني.
واضاف ان 70 في المئة من الصادرات الصينية إلى الإمارات يعاد تصديرها الي دول مجلس التعاون وافريقيا وشرق اسيا، وزاد حجم الصادرات الصينية إلى دولة الإمارات بنسبة 50 في المئة في العام 2007 ليصل إلى 17 مليار دولار أمريكي، إلى جانب تحقيق زيادة بنسبة 7.7 في المئة لحجم البضائع الإماراتية التي يتم تصديرها إلى الصين، التي بلغت قيمتها ثلاثة مليارات دولار.

## التعاون العسكري
في 24 مارس 2010، وصل إلى ميناء زايد بأبوظبي عدد من تشكيلة السفن الحربية الخاصة بحماية الملاحة في بحر الصومال التابعة للسلاح البحري لجيش الصين في زيارة للدولة تستغرق أربعة أيام.
وكان في استقبالها العميد الركن بحري طيار الشيخ سعيد بن حمدان آل نهيان نائب قائد القوات البحرية بالقوات المسلحة وسعادة قاو يويشنغ سفير جمهورية الصين الشعبية لدى الدولة وسعادة العميد «تنغ هونغ» الملحق العسكري بالسفارة الصينية وعدد من كبار ضباط القوات البحرية من الجانبين وأبناء الجالية الصينية بالدولة الذين استقبلوا التشكيلة البحرية بالتقاليد الصينية المتبعة في مثل هذه المناسبات.